# Patricia Arbués
Patricia Arbués Martín (Madrid, 27 de diciembre de 2004) es una actriz española, conocida principalmente por sus participación en la serie internacional “El Barco” como Valeria Montero.

## Biografía
Como tantas otros actores y actrices infantiles, Patricia comenzó realizando distintos trabajos de publicidad para prensa y televisión (Ministerio de la Vivienda, champú Johnson con el cocinero Darío Barrio, Kinder o Movistar) así como modelo en catálogos de moda de El Corte Inglés. Al margen de estos anuncios de televisión, su primera aparición se realiza en el programa Cuarto milenio de Cuatro en el que interpretó a una niña que saluda a un fantasma y después se queda dormida en el coche en una recreación del programa.
Entre 2011 y 2013 actuó en El barco, la serie de Globomedia para Antena 3, en el papel de Valeria Montero, la hija pequeña del capitán  Ricardo Montero (Juanjo Artero) durante toda la serie.
En 2013, fue seleccionada para abrir el desfile de moda de la marca Pronovias en la Pasarela Gaudí. Ese mismo año protagoniza el cortometraje Amateur del director David Salvochea, junto con un gran elenco de actores y actrices.
En 2014 comenzó a trabajar en la serie El secreto de Puente Viejo.
En 2016 participa como protagonista del cortometraje La invitación obteniendo el premio (Onofre) a la mejor interpretación femenina en el Festival Ibérico de Cinema de Badajoz. El cortometraje, dirigido por Susana Casares, obtuvo una larga lista de premios y distinciones llegando a estar nominado para los Premios Goya en su edición número 31, en 2017.
En 2017 comienza a trabajar en la serie La Catedral del Mar, emitida por Antena 3 a partir de mayo de 2018. interpretando a una jovencita Mar Estanyol junto con su hermano mellizo en la vida real Hugo Arbués.